# Робертс, Джеффри
Джеффри Робертс (род. 1952) — британский историк. Специализируется на советской дипломатической и военной истории времен Второй мировой войны. Является профессором современной истории в Университетском колледже Корка в Ирландии и ранее возглавлял Школу истории в UCC .

## Биография
Родился в Дептфорде, южный Лондон, в 1952 году. Его отец работал рабочим на местной электростанции, а мать работала уборщицей в чайной. В 16 лет бросил школу и начал работать в качестве клерка в Большом Лондонском Совете. В 1970-х годах учился на факультете международных отношений в Норт-Стаффордширском политехническом университете и аспирантуре Лондонской школы экономики. В 1980-х годах работал в отделе образования профсоюза работников государственного сектора.

## Карьера
Робертс является членом Королевского исторического общества и преподает историю и международные отношения в Университетском колледже в Корке, Ирландия. Получил множество академических наград и премий, в том числе стипендию Фулбрайта в Гарвардском университете и стипендию правительства Ирландии. Регулярно комментирует историю и текущие события в британских и ирландских газетах, а также участвует в Службе исторических новостей, которая распространяет статьи в американских СМИ. Часто выступает по радио и TV , в частности, выступал в качестве исторического консультанта в документальных сериалах, таких как «Warlords», 2005.

## Критика
Робертс подвергся критике со стороны американского историка Эндрю Бачевича, который утверждает, что Робертс чрезмерно сочувствует Сталину, некритически воспринимает слова советского руководства. По мнению профессора Джонатана Хаслама, Робертс слишком сильно полагается на отредактированные советские архивные документы и заходит слишком далеко в своих выводах, что делает его работы несколько односторонними и не дающими полной исторической картины.

### Комментарии
1. ↑  Серия документальных фильмов о взаимоотношениях мировых лидеров во время Второй Мировой войны. Состоит из четырех частей: «Сталин и Гитлер», «Сталин и Черчиль», «Черчиль и Гитлер» и «Черчиль и Рузвельт»
2. ↑  Перевод на русский отсутствует. Примерный перевод: «Нечестивый союз: пакт Сталина с Гитлером»

### Сноски
1. ↑  Geoffrey Roberts // MAK (пол.)
2. ↑  Pechatnov, Vladimir (2008). Review of Stalin’s Wars: From World War to Cold War, 1939—1953. Journal of Cold War Studies[англ.] 10 (3), 179—181.
3. ↑  Haslam, Jonathan (2008). Review of Geoffrey Roberts, Stalin’s Wars: From World War to Cold War, 1939—1953. // The Journal of Modern History 80 (4), 968—970.
4. ↑  Review: Soviet-German Relations and the Origins of the Second World War: The Jury Is Still Out Архивная копия от 5 сентября 2018 на Wayback Machine // The Journal of Modern History 69.4: 785—797.